# Bobby Hull
Robert (Bobby) Marvin Hull, född 3 januari 1939 i Pointe Anne, Belleville, Ontario, död 30 januari 2023 i Wheaton, Illinois, var en kanadensisk ishockeyspelare. Han var mycket framgångsrik, och spelade under sina sammanlagt 23 säsonger i National Hockey League och World Hockey Association för klubbarna Chicago Black Hawks, Winnipeg Jets och Hartford Whalers. Han spelade också för New York Rangers i DN-Cupen 1981. 
Han var bror till Dennis Hull. Sonen Brett Hull var också en framgångsrik ishockeyspelare i NHL där han spelade för Calgary Flames, St. Louis Blues, Dallas Stars, Detroit Red Wings och Phoenix Coyotes.
År 1998 samlade tidningen The Hockey News ihop en kommitté av 50 hockeyexperter bestående av före detta NHL-spelare, journalister, TV-bolag, tränare och styrelsemedlemmar för att göra en lista över de 100 bästa spelarna i NHL:s historia. Experterna röstade fram Hull på åttonde plats.

## Statistik
| 1954–55    | St. Catharines Teepees | OHA        | 6    | 0   | 0   | 0    | 0   | —   | —  | —  | —   | —   |
| 1955–56    | St. Catharines Teepees | OHA        | 48   | 11  | 7   | 18   | 79  | 6   | 0  | 2  | 2   | 9   |
| 1956–57    | St. Catharines Teepees | OHA        | 52   | 33  | 28  | 61   | 95  | 13  | 8  | 8  | 16  | 24  |
| 1957–58    | Chicago Black Hawks    | NHL        | 70   | 13  | 34  | 47   | 62  | —   | —  | —  | —   | —   |
| 1958–59    | Chicago Black Hawks    | NHL        | 70   | 18  | 32  | 50   | 50  | 6   | 1  | 1  | 2   | 2   |
| 1959–60    | Chicago Black Hawks    | NHL        | 70   | 39  | 42  | 81   | 68  | 3   | 1  | 0  | 1   | 2   |
| 1960–61    | Chicago Black Hawks    | NHL        | 67   | 31  | 25  | 56   | 43  | 12  | 4  | 10 | 14  | 4   |
| 1961–62    | Chicago Black Hawks    | NHL        | 70   | 50  | 34  | 84   | 35  | 12  | 8  | 6  | 14  | 12  |
| 1962–63    | Chicago Black Hawks    | NHL        | 65   | 31  | 31  | 62   | 27  | 5   | 8  | 2  | 10  | 4   |
| 1963–64    | Chicago Black Hawks    | NHL        | 70   | 43  | 44  | 87   | 50  | 7   | 2  | 5  | 7   | 2   |
| 1964–65    | Chicago Black Hawks    | NHL        | 61   | 39  | 32  | 71   | 32  | 14  | 10 | 7  | 17  | 27  |
| 1965–66    | Chicago Black Hawks    | NHL        | 65   | 54  | 43  | 97   | 70  | 6   | 2  | 2  | 4   | 10  |
| 1966–67    | Chicago Black Hawks    | NHL        | 66   | 52  | 28  | 80   | 52  | 6   | 4  | 2  | 6   | 0   |
| 1967–68    | Chicago Black Hawks    | NHL        | 71   | 44  | 31  | 75   | 39  | 11  | 4  | 6  | 10  | 15  |
| 1968–69    | Chicago Black Hawks    | NHL        | 74   | 58  | 49  | 107  | 48  | —   | —  | —  | —   | —   |
| 1969–70    | Chicago Black Hawks    | NHL        | 61   | 38  | 29  | 67   | 8   | 8   | 3  | 8  | 11  | 2   |
| 1970–71    | Chicago Black Hawks    | NHL        | 78   | 44  | 52  | 96   | 32  | 18  | 11 | 14 | 25  | 16  |
| 1971–72    | Chicago Black Hawks    | NHL        | 78   | 50  | 43  | 93   | 24  | 8   | 4  | 4  | 8   | 6   |
| 1972–73    | Winnipeg Jets          | WHA        | 63   | 51  | 52  | 103  | 37  | 14  | 9  | 16 | 25  | 16  |
| 1973–74    | Winnipeg Jets          | WHA        | 75   | 53  | 42  | 95   | 38  | 4   | 1  | 1  | 2   | 4   |
| 1974–75    | Winnipeg Jets          | WHA        | 78   | 77  | 65  | 142  | 41  | —   | —  | —  | —   | —   |
| 1975–76    | Winnipeg Jets          | WHA        | 80   | 53  | 70  | 123  | 30  | 13  | 12 | 8  | 20  | 4   |
| 1976–77    | Winnipeg Jets          | WHA        | 34   | 21  | 32  | 53   | 14  | 20  | 13 | 9  | 22  | 2   |
| 1977–78    | Winnipeg Jets          | WHA        | 77   | 46  | 71  | 117  | 23  | 9   | 8  | 3  | 11  | 12  |
| 1978–79    | Winnipeg Jets          | WHA        | 4    | 8   | 6   | 14   | 0   | —   | —  | —  | —   | —   |
| 1979–80    | Winnipeg Jets          | NHL        | 18   | 4   | 6   | 10   | 0   | —   | —  | —  | —   | —   |
| 1979–80    | Hartford Whalers       | NHL        | 9    | 2   | 5   | 7    | 0   | 3   | 0  | 0  | 0   | 0   |
| OHA totalt | OHA totalt             | OHA totalt | 106  | 44  | 35  | 79   | 174 | 19  | 8  | 10 | 18  | 33  |
| WHA totalt | WHA totalt             | WHA totalt | 411  | 303 | 335 | 638  | 183 | 60  | 43 | 37 | 80  | 38  |
| NHL totalt | NHL totalt             | NHL totalt | 1063 | 610 | 560 | 1170 | 640 | 119 | 62 | 67 | 129 | 102 |

## Meriter
- Stanley Cup – 1961
- Art Ross Trophy – 1960, 1962 och 1966
- Hart Memorial Trophy – 1965 och 1966
- Lady Byng Trophy – 1965
- Lester Patrick Trophy – 1969
- Vann målligan – 1960, 1962, 1964, 1966, 1967, 1968 och 1969. Dock fanns inget pris för detta, det började delas ut 1999.
- Blev den andra spelaren i historien att göra 600 mål
- Spelade i NHL All-Star Game 1960, 1962, 1963, 1964, 1965, 1966, 1967, 1968, 1969, 1970, 1971 och 1972
- Avco Cup – 1976, 1978 och 1979
- Hans tröjnummer 9 är pensionerat av Chicago Black Hawks och hänger i taket i United Center.
- Invald i Hockey Hall of Fame 1983